# Myra Granberg
Myra Eila Matilda Kenttä Granberg, född 7 augusti 1994 i Skellefteå Sankt Olovs församling, Västerbottens län, är en svensk singer-songwriter och musikproducent. Granberg har sedan mitten av 2010-talet haft en solokarriär, med singelframgångar som "Tills mitt hjärta går under" och "Lose My Mind".

## Biografi
Granberg, som är uppvuxen i Nybro, var 2012–2014 frontsångerska och låtskrivare i gruppen Pankbanken. Därefter inledde hon en karriär som låtskrivare och 2018 även soloartist.  
Hennes låt "Tills mitt hjärta går under" släpptes 15 augusti 2018, nådde en sjätteplats på Sverigetopplistan och har strömmats över 30 miljoner gånger på Spotify. Hon framförde låten i Allsång på Skansen i juli 2020. Sedan 2019 har hon ett skivkontrakt med Sony Music.
Den 14 februari 2020 släppte Granberg sin andra singel "Äru min nu", följd av låten "Då kan dom inte ta oss" som sedan sammanfattades i hennes debut-EP Bara hälften kvar (släppt den 16 oktober 2020). EP:n innehöll också den platinastreamade låten "HKF (Håll käften och försvinn)" samt "Finn fem fel". 
I april 2021 släpptes låten "Lose My Mind" som första singel från det kommande debutalbumet Andra sidan är ni klara. Därefter följde låten "Sad Boy". "Lose My Mind" låg under året på Svensktoppen under 24 veckors tid.
Granberg har också samarbetat med svenska artister, exempelvis Smutsiga barn med Sebastian Stakset och Bara för bra med Petter. Hon sjunger och har också skrivit och producerat ledmotivet "När hjärtat bankar" i 2021 års ungdomsfilm Eva & Adam.
Myra Granbergs musik, som till stor del är egenproducerad, har jämförts med Magnus Uggla. Många av låttexterna speglar en tuff uppväxt med mycket känslomässigt mörker .

## Diskografi
- Bara hälften kvar (EP; Sony Music, 2020)
- Andra sidan är ni klara (Sony Music, 2021)

### Allmänna källor
- Wilson, Malou (10 juli 2020). ”Här är allt du vill veta om artisten Myra Granberg”. www.hant.se. https://www.hant.se/noje/har-ar-allt-du-vill-veta-om-artisten-myra-granberg/5300519. Läst 18 november 2021.